# الان، درام
الان، درام (به فرانسوی: Allan, Drôme) یک کمون در فرانسه است که در Canton of Montélimar-2 واقع شده‌است.

## خصوصیات
الان ۲۸٫۸۱ کیلومترمربع مساحت و ۱٬۵۹۱ نفر جمعیت دارد.